# 斯韦特兰娜·茹罗娃
斯韦特兰娜·谢尔盖耶芙娜·茹罗娃（羅馬化：Svetlana Sergeyevna Zhurova；1972年1月27日—）是俄罗斯的前速滑运动员和国家杜马的代表。她也曾于2012至2013年成为联邦委员会议员。

## 制裁
茹罗娃于2022年因俄乌战争而受到英国政府制裁。